# Frank Sieren
Frank Sieren (* 1967 in Saarbrücken) ist ein deutscher Journalist, Korrespondent, Dokumentarfilmer und Autor, der mit Titeln wie Der China Code oder Der China-Schock mehrere Bestseller über die Volksrepublik China veröffentlicht hat. Im November 2024 wurde er zum Saarlandbotschafter ernannt.

## Leben

### Werdegang
Nach seinem Abitur am Gymnasium Konz im Jahr 1986 studierte Sieren an der Universität Trier und anschließend am Otto-Suhr-Institut der Freien Universität Berlin Politikwissenschaft mit dem Schwerpunkt Wirtschaft, das er mit einem Diplom abschloss.
Er lebt und arbeitet seit 1994 in Peking. Sieren ist bekannt durch seine Berichterstattung über die Volksrepublik China und die dortigen politischen und wirtschaftlichen Entwicklungen. In seinen bisher 14 Büchern befasst sich Sieren meist mit dem Aufstieg Chinas zur Wirtschafts- und Politmacht und den Auswirkungen dieser Entwicklung auf Europa, insbesondere Deutschland.

### Buchveröffentlichungen und Tätigkeiten als Journalist
Mehrere von Sieren verfasste Bücher waren auf der Spiegel-Bestsellerliste, darunter Shenzhen (2021), Zukunft? China! (2020) und Der China Code (2005). Der China Code (2005), Der China-Schock (2008), Konkubinenwirtschaft (2008), Geldmacht China (2013) und Zukunft? China! (2018) standen auf der Bestsellerliste des Manager Magazins.
Sieren veröffentlichte 2007 gemeinsam mit dem ehemaligen Bundeskanzler Helmut Schmidt das Buch Nachbar China, das ebenfalls ein Spiegel-Bestseller wurde. Im Jahr 2015 erschien das Buch Der Afrika-Boom. Die große Überraschung des 21. Jahrhunderts, das er gemeinsam mit seinem in Afrika lebenden Bruder Andreas Sieren verfasste und das ebenfalls auf der Bestsellerliste des Manager Magazins stand.
2021 erschien Sierens Buch Shenzhen – Zukunft Made in China: Zwischen Kreativität und Kontrolle – die junge Megacity, die unsere Welt verändert, in dem Sieren die südchinesische 20-Millionen-Metropole Shenzhen näher vorstellt, die als das neue Silicon Valley gelte. Das im Oktober 2023 erschienene Buch von Sieren mit dem Titel China to go: Wirtschaft, Gesellschaft, Kultur – 100 innovative Trends und erhellende Einblicke, in dem Sieren China-Reisende über die Wirtschaft, Gesellschaft und Kultur Chinas informiert, findet sich auf der Bestsellerliste der Wirtschaftsbücher des Manager Magazins.
Sierens letzte veröffentlichte Bücher erschienen in der Penguin Random House Verlagsgruppe. Seine Bücher wurden in mehrere Sprachen übersetzt.
Er tritt regelmäßig als Keynote-Redner bei Veranstaltungen der deutschen Wirtschaft auf und hält Vorträge an Universitäten sowie bei Firmen.
2010 war Sieren Mitbegründer des jährlich stattfindenden Media Forum China der Robert Bosch Stiftung, ein Treffen deutscher und chinesischer Journalisten, bei dem er auch als Moderator fungiert. Außerdem gehörte er zum Gründungsteam von China.Table, einem täglichen China-Briefing, für das er seit 2021 tätig ist. 2023 verließ Sieren die China.Table-Redaktion. Zuvor arbeitete er als China-Korrespondent er unter anderem für die Süddeutsche Zeitung, Die Zeit, das Handelsblatt, den Spiegel, den Tagesspiegel, N-tv und die Deutsche Welle.
In der Wochenendausgabe des Handelsblatt hatte Sieren einige Jahre eine China-Kolumne mit dem Titel Sierens Welt, darüber hinaus war er als Kolumnist für die Deutsche Welle tätig.
Inzwischen schreibt Sieren unter anderem für die Berliner Zeitung, die China Rundschau und deren Online-Portal China-Info24.com Kritiker werfen der China Rundschau vor, chinesische Staatspropaganda zu verbreiten. Sie gehört zu einem europaweiten Netz von Medien, das den Firmennamen Nouvelles D’Europe trägt und nach Recherchen der Tageszeitung Die Welt der Kommunistischen Partei Chinas nahestehen soll.

### Film und Fernsehen
Ab 2009 produzierte DW-TV in Peking die Sendung Asia Talk, in der Sieren als Moderator im Gespräch mit asiatischen Gesprächspartnern aus Politik, Wirtschaft und Kultur auftrat.
Sieren hat rund ein Dutzend Dokumentarfilme über China für ARD und ZDF produziert. Im November 2020 trat er in der ZDF-Dokumentation Supermächte – Angst vor China auf, deren Titel sich an Sierens Buch Angst vor China: Wie die neue Weltmacht unsere Krise nutzt orientiert.
Im Februar 2023 sprach Sieren mit dem deutschen Philosophen Richard David Precht in einer 45-minütigen Sendung auf ZDF über den Umgang der Weltöffentlichkeit mit dem wirtschaftlichen Aufstieg Chinas. Im März 2023 trat Sieren in einem fast vierstündigen Podcast der Interviewsendung Jung & Naiv auf. Sein Gespräch mit Richard David Precht hatte allein bei Youtube 1,4 Millionen Klicks. Sein knapp vier Stunden langes Gespräch bei „Jung & Naiv“ hat sogar 3,1 Millionen Youtube-Views.
Darüber hinaus war Sieren mehrmals als Korrespondent zum Thema China im Börsen-Podcast Mission Money des Focus Money Magazins sowie bei Börse Online zu Gast.
Zeitweise berichtete Sieren auch für N-tv und Welt.

## Rezeption
In einer Buchbesprechung für die Wochenzeitung Die Zeit wird Frank Sieren von Adrian Geiges im Oktober 2024 als „Apologeten des Pekinger Regimes“ beschrieben.
In einem Artikel der Süddeutschen Zeitung von 2021 wird Sieren als „Regime-Apologet“ bezeichnet, der den Büchermarkt seit Jahren mit seinen Werken versorge.
Der Philosoph und Sinologe Ole Döring schrieb 2024 in dem Kulturmagazin Cicero über Sieren: „Frank Sieren schreibt Geschichten, in denen sich das chinesische Leben letztlich selbst erzählt (...) mit Respekt und Einfühlungsvermögen“.
Reiseredakteurin Bettina Seipp von Die Welt äußerte sich zu Sierens Buch China to go: Wirtschaft, Gesellschaft, Kultur – 100 innovative Trends und erhellende Einblicke (2023) wie folgt: „Robotertaxen, unbemannte Personen-Drohnen, Züge mit Tempo 800: China-Kenner Frank Sieren schildert, was Urlauber im Reich der Mitte nach Jahren der Abschottung erwartet“.
Manfred Osten, der ehemalige Generalsekretär der Alexander-von-Humboldt-Stiftung, äußerte sich 2024 in der Berliner Zeitung über Sierens Buch China to go (2023) folgendermaßen: „Es ist das besondere Verdienst Sierens, dass er in den zahlreichen Kapiteln dieses unbedingt lesenswerten Buches, neben den kritikwürdigen Entwicklungen Chinas prägnant und eloquent auch jene überraschenden Erfolge Chinas darstellt, die geeignet sind, ein beliebtes China-Klischee nachhaltig zu erschüttern: die notorische Annahme, Chinesen seien nur Imitatoren und keine Innovatoren. Ein fahrlässiger westlicher Irrtum, den Sieren umfassend korrigiert in 100 Geschichten, die sich jeweils in wenigen Minuten in beliebiger Reihenfolge lesen lassen. Am Ende fügen sie sich zu einem überraschend neuen Bild Chinas“.
Wolfgang Hirn, Asien-Redakteur beim Manager Magazin, bezeichnete 2021 Sierens Schreibstil in einem Podcast von Deutschlandfunk als „abwechslungsreich und das Lesen deshalb nie langweilig“.
Thomas Speckmann vom Tagesspiegel schreibt, dass Sieren „einer der führenden Experten Deutschlands für das Reich der Mitte“ sei. Oliver August von The Times aus London bezeichnet Sieren als „einen führenden deutschen China-Experten“. Laut dem im Jahr 2014 verstorbenen Journalist und Bestseller-Autor Peter Scholl-Latour ist „Sieren (…) einer, der auch nach mir unbeirrt die Welt erklärt“. Der Journalist und Herausgeber des Online-Portals The Pioneer, Gabor Steingart, äußert sich über Sieren wie folgt: „Frank Sieren ist der dienstälteste deutsche China-Korrespondent, ein preisgekrönter Bestseller-Autor und China-Erklärer“.
Das ARD TV-Kulturmagazin Ttt – titel, thesen, temperamente stellte 2019 in einem Beitrag Sierens Buch Zukunft? China! – Wie die neue Supermacht unser Leben, unsere Politik, unsere Wirtschaft verändert vor und gab einen Einblick in die chinesische Lebens- und Wirtschaftswelt. Der NDR berichtete im November 2021 in einer 45-minütigen TV-Sendung über Sierens Buch Shenzhen – Zukunft Made in China: Zwischen Kreativität und Kontrolle – die junge Megacity, die unsere Welt verändert.
Zu Sierens ersten Buch über China, Der China Code – Wie das boomende Reich der Mitte Deutschland verändert (2005), schrieb Matthias Schepp, der damalige Asien-Korrespondent von Der Stern, Sieren habe „eine längst fällige Debatte angestoßen (...)“. „Darüber nämlich, wie groß und gefährlich der chinesische Drache wirklich ist und welche Konsequenzen Deutschland aus dem wirtschaftlichen Aufstieg Chinas ziehen soll“. Peter Scholl-Latours Rezension zu dem Buch lautete: „Das ist ein Buch, das jeder lesen sollte, dem Deutschlands Zukunft am Herzen liegt“. Robert Misik schrieb 2005 in der taz: „In einem ist Sieren schwer zu widersprechen: Der Aufstieg Chinas wird zu echter Multipolarität führen. Und Multipolarität relativiert nicht nur die Position der heute hegemonialen Hypermacht, der USA, sondern die aller Staaten“. Jacques Schuster äußerte sich im gleichen Jahr im Deutschlandfunk wie folgt über Sieren: „Sieren tut gut daran, die Deutschen wach zu rütteln“.

## Kontroversen und Kritik
Zwischen Frank Sieren und dem chinesischen Journalisten und Dissidenten Chang Ping, kam es 2014 zu einem Meinungsstreit über die Bedeutung des Tian’anmen-Massaker vom 4. Juni 1989. Sieren vertrat in einem Artikel für die Deutsche Welle die Ansicht, die gewaltsame Niederschlagung der Protestbewegung sei lediglich ein „Ausrutscher in der neuen chinesischen Geschichte“. Laut Sieren sei in den knapp 40 Jahren seit dem Ende der Kulturrevolution „der 4. Juni, so schlimm er auch ist, zum Glück ein singuläres Ereignis“. In den 40 Jahren bis zum Ende der Kulturrevolution im Jahr 1976 sei „sehr viel Schlimmeres gang und gäbe“ gewesen. Zudem vertrat Sieren die These, dass „die Unterschiede zwischen der Zeit vor und während der Kulturrevolution und dem Zeitraum nach der Kulturrevolution (...) sehr viel größer als die Gemeinsamkeiten“ seien. Daraufhin erwiderte Ping, die Niederschlagung der Protestbewegung sei kein „Ausrutscher“, sondern das logische Resultat der unbegrenzten Macht der KP. Ping warf Sieren zudem vor, er wolle einen „Schlussstrich“ unter die Ereignisse von 1989 ziehen. Sieren bestritt dies, betonte jedoch: „Das Vergessen ist auch eine Freiheit der Menschen, die man ihnen nicht nehmen darf. Ebenso wie man das Erinnern nicht verbieten kann, darf man auch das Vergessen nicht verbieten. Gegen das Vergessen argumentieren soll und darf man“.
Die chinesische Mitarbeiterin der Deutschen Welle und Bloggerin Su Yutong postete laut dem Nachrichtenmagazin Der Spiegel in Bezug auf Sierens Äußerungen auf X (ehemals Twitter) einen offenen Brief an den Deutsche Welle-Intendanten Peter Limbourg, in dem sie Sieren eine „Relativierung und Beschönigung der Geschehnisse von 1989“ und eine „Instinktlosigkeit gegenüber den Opfern und ihren Angehörigen“ vorwarf. Deutsche Welle beendete daraufhin die Zusammenarbeit mit Su Yutong.
In einer Besprechung von Sierens Sachbuch Zukunft? China! – Wie die neue Supermacht unser Leben, unsere Politik, unsere Wirtschaft verändert für die Neue Zürcher Zeitung kritisierte der Journalist Michael Radunski 2018 Sierens Einstellung zu Chinas Entwicklung: „Zuweilen allerdings ist Sierens Bewunderung für China derart groß, dass er sich vom wissensstarken Beobachter zum parteiischen Sympathisanten verwandelt.“ Sierens Buch leide an mehreren Stellen „unter zu viel Bewunderung und zu wenig Sachlichkeit“. Laut Martina Wehlte von SWR Kultur hingegen gibt Sieren in seinem Buch „eine scharfsinnige Analyse der geostrategischen Machtpolitik Chinas“ ab. Das Buch räume laut Wehlte „mit Klischees über das Riesenreich auf“.

## Veröffentlichungen
- mit Ludwig Koehne (Hrsg.): Das Politbüro: Vom Ende eines Mythos. Rowohlt, Reinbek bei Hamburg 1990, ISBN 3-499-12888-8.
- mit Englebert Boos, Christine Boos: The China Management Handbook: A Comprehensive Question and Answer Guide to the World’s Most Important Emerging Market. Palgrave Macmillan, London 2003, ISBN 9781403900241.
- Der China Code – Wie das boomende Reich der Mitte Deutschland verändert. Econ, Berlin 2005, ISBN 3-430-18467-3; aktualisierte und erweiterte Ausgabe: Ullstein, Berlin 2006, ISBN 3-548-36856-5.
- Nachbar China – Helmut Schmidt im Gespräch mit Frank Sieren. Econ, Berlin 2006, ISBN 3-430-30004-5.
- Business Know-how China – So wird ihre Geschäftsreise zum Erfolg. Redline Wirtschaft, Heidelberg 2007, ISBN 978-3-636-01527-3.
- Der China-Schock – Wie Peking sich die Welt gefügig macht. Econ, Berlin 2008, ISBN 978-3-430-30025-4; erweiterte und aktualisierte Ausgabe: Ullstein, Berlin 2010, ISBN 978-3-548-37377-5.
- Die Konkubinenwirtschaft – Warum westliche Unternehmen in China scheitern und die Chinesen an die Weltspitze stürmen. Hanser, München 2008, ISBN 978-3-446-40975-0.
- Wir haben fast alles falsch gemacht – Die letzten Tage der DDR. Günter Schabowski im Gespräch mit Frank Sieren. Econ, Berlin 2009, ISBN 978-3-430-30021-6.
- Angst vor China – Wie die neue Weltmacht unsere Krise nutzt. Ullstein, Berlin 2013, ISBN 978-3-548-37476-5.
- Geldmacht China: Wie der Aufstieg des Yuan Euro und Dollar schwächt. Hanser, München 2014, ISBN 978-3-446-43487-5.
- mit Andreas Sieren: Der Afrika-Boom. Die große Überraschung des 21. Jahrhunderts. Hanser, München 2015, ISBN 978-3-446-44306-8.
- Zukunft? China! – Wie die neue Supermacht unser Leben, unsere Politik, unsere Wirtschaft verändert. Penguin Random House Verlagsgruppe, München 2018, ISBN 978-3-328-60032-9.
- Shenzhen – Zukunft Made in China. Penguin Random House Verlagsgruppe, München 2021, ISBN 978-3-328-60152-4.
- In China zu Hause: Gespräche mit Deutschen, die ihr Leben im boomenden Reich der Mitte verbringen. Drachenhaus Verlag, Esslingen am Neckar 2023, ISBN 978-3-943-31444-1.
- China to go: Wirtschaft, Gesellschaft, Kultur – 100 innovative Trends und erhellende Einblicke. Penguin Random House Verlagsgruppe, München 2023, ISBN 3-328-60282-8.

## Filmografie
- 2007: Und ewig lockt das Öl. Chinas Griff nach Afrika, ZDF.
- 2008: Pekingoper auf dem Perserteppich, ZDF.
- 2008: Chinesen im Porschefieber. Eine Sehnsuchtsreise mit Aufsteigern, SWR.
- 2010: Nähen bis zum Umfallen? Mit deutschen Prüfern in Asien unterwegs, ZDF.
- 2012: Im steifen Wind in der Reihe Länder – Menschen – Abenteuer, ARD.
- 2012: Im Steppenwind – Nuomin He, der fliegende mongolische Fotograf, ARD.
- 2013: Grüne Tomaten für Maos Erben – Ein deutscher Öko-Pionier in China, ARD.
- 2014: Tibet – Im Tal der goldenen Affen, ARD.
- 2014: Meine Mutter, die mandschurische Prinzessin, WDR (mit Martin Gronemeyer und Anke Redl).
- 2014: Ausreise verboten – Eingesperrt in China, WDR.
- 2016: Laura von Arabien – Allein unter Männern, WDR.
- 2018: Michael Otto – Ein Leben zwischen Bangladesch und Blankenese, NDR.